# 義大利聯合交戰空軍
義大利聯合交戰空軍（Italian Co-belligerent Air Force，義大利語，ACI），是從第二次世界大戰期間的1943年10月起與同盟國並肩作戰的原義大利皇家空軍的名稱。與義大利聯合交戰陸軍一樣，成員大多是由停戰時就在南部的皇家空軍部隊官兵，或是停戰後從中部及北部各地逃過德國人的逮捕和拘留的人組成。相對的，停戰時選擇繼續跟隨貝尼托·墨索里尼留在軸心國陣營，並加入義大利社會共和國的前義大利皇家空軍部隊，則稱為國家共和空軍。
聯合交戰空軍是1943年9月8日卡西比爾停戰協定（盟軍與義大利的停戰協定）生效後的結果；1943年7月，盟軍入侵義大利南部後，義大利國王維克多·伊曼紐爾三世解除了墨索里尼的首相職務，並提名皇家陸軍元帥佩特羅·巴多格里奧接替首相職務。停戰後，在王室及巴多格里奧首相領導下，義大利加入同盟國，而聽從其號令的皇家空軍部隊則改組為聯合交戰空軍，與盟軍共同對抗納粹德國。
與義大利聯合交戰陸軍曾經與昔日戰友直接對戰不同，義大利聯合交戰空軍從未在義大利本土作戰，而是在盟軍盟軍地中海空軍司令部或改組後的地中海盟軍空軍的命令下，專職於針對巴爾幹半島特別是南斯拉夫及阿爾巴尼亞的目標進行攻擊。成軍初期使用的飛機大多數仍為義大利自製的裝備，從1944年夏季開始則陸續換裝為英製或美製機種直到戰爭結束。戰後，聯合交戰空軍隨著王國改制為共和，其名號也從義大利皇家空軍改成義大利空軍。

## 聯合交戰空軍的歷史

#### 義大利皇家空軍的崩潰與重建
根據義大利政府與盟軍在1943年9月3日簽字的停戰協定，所有義大利皇家空軍的飛機都必須比照皇家海軍艦隊前往盟軍控制的港口那般，飛往盟軍控制下的機場並聽候發落。但是由於停戰協定在羅馬時間9月8日傍晚被英國廣播公司廣播公開時，大部份義大利軍隊都完全不知道關於停戰的事宜，而且國王連同皇室家族及首相巴多格里奧等人，不論是簽字當天還是到9月9日凌晨從羅馬逃往盟軍控制區的布林迪西，期間都沒有任何命令指示軍隊要如何面對德軍，這導致當德國在9月8日晚間發動軸心行動－全面佔領義大利並解除義軍武裝時，義大利三軍在群龍無首的情況下在短短3天內迅速潰散。
伴隨著德國的迅速行動，開戰時曾經擁有3,000架飛機的義大利皇家空軍，就這樣幾乎全滅，到1943年年底，只有203架飛機（39架戰鬥機、117架轟炸機或運輸機和47架水上飛機）成功降落在盟軍控制下的機場。 ，加上盟軍控制區已有的另外100架飛機，接受盟軍控制的義大利皇家空軍殘部，才勉強建立起一個擁有250架可用飛機的機隊－只有原先全軍總兵力的1成不到。
儘管有著機隊大多過時不堪用，以及零附件來源中斷（製造廠所在的義大利北部已淪於德國手中）造成的維修或運用困難，但面對德國人的侵略，進入盟軍控制區的、殘存的義大利皇家空軍官兵，仍決心恪守對國王的誓言，追隨陸軍的戰友一起積極參與解放國土的作戰。
1943年9月15日，在確認王室與義大利自身的最高統帥部仍將能保有存在之後，義大利皇家空軍參謀長雷納托·桑達利少將與駐義大利盟軍管制委員會達成協議，在盟軍控制區重建的義大利皇家空軍，將在盟軍指揮下參與作戰。9月21日，義大利皇家空軍開始將麾下飛機的國徽從法西斯柄斧權杖紋章更改為紅、白、綠三色同心圓帽徽型國徽，並將新國徽漆於機身兩側和機翼上。新規定並於10月15日全面實施，當時皇家空軍擁有281架飛機，其中165架可用。10月13日，義大利政府對德宣戰，皇家空軍並更名為「義大利聯合交戰空軍」，並開始投入對軸心國的作戰。

#### 作戰情形概述
與義大利聯合交戰陸軍曾經與昔日戰友直接對戰不同，義大利聯合交戰空軍從未在義大利本土作戰，而是在盟軍盟軍地中海空軍司令部或改組後的地中海盟軍空軍的命令下，專職於針對巴爾幹半島特別是南斯拉夫、阿爾巴尼亞及希臘的目標進行攻擊。這是為了避免義大利陷入全面內戰做出的政治考量。
1944年夏季，義大利聯合交戰空軍全面換裝英製或美製飛機，並進行部隊改編。例如「第1巴爾的摩聯隊」於1944年7月1日在那不勒斯-奧塔維亞諾附近的坎波維蘇威奧臨時機場成軍，全隊換裝馬丁A-30巴爾的摩輕轟炸機。其成員包括卡羅·伊曼紐爾·布斯卡利亞少校，他是第1聯隊28大隊的指揮官。同年5月在萊切，倖存的CANT Z.1007翠鳥式轟炸/運輸機被集中起來編組成「第2夜間運輸大隊」。
聯合交戰空軍在巴爾幹的作戰，主要是在地中海盟軍空軍麾下的巴爾幹空軍指揮下，與英國、南非、希臘及紐西蘭等國的戰友一起攻擊仍盤踞在巴爾幹的德軍，同時向與德軍作戰的地下反抗軍，特別是狄托領導的南斯拉夫游擊隊，提供人員運輸、物資空投等支援；南斯拉夫游擊隊在蒙特內哥羅有一支被稱為「加里波底師」、擁有16,000人兵力的義大利部隊，加里波底師是由停戰時還在達爾馬提亞及蒙特內哥羅的義大利陸軍部隊（例如第19「威尼斯」步兵師）組成。他們在停戰時因為不願被德國人解除武裝並關進拘留營甚至屠殺（僅在史普利特就有包括3名將軍在內的450名義大利軍官被武裝親衛隊集中後屠殺），而在指揮官領導下全體加入南斯拉夫游擊隊。因此支援加里波底師的作戰，就成為聯合交戰空軍的重要任務。

#### 戰後改組為「義大利空軍」
戰後，義大利聯合交戰空軍隨著王國改制為共和而改組，其名號也從義大利皇家空軍改成義大利空軍。部份在聯合交戰空軍時代建立的部隊，透過保留或傳承番號的方式，延續從1923年皇家空軍建軍以來的歷史，也成為北約組織空軍在南歐重要的作戰單位。例如第3聯隊（作戰支援）、第4聯隊（戰術戰鬥機）、第51聯隊（偵察及密接支援機）或第82戰鬥搜索救難中心（大隊級）等等。
因為戰後組織改編之故，戰後的義大利空軍各部隊雖然仍保有「聯隊」、「大隊」之名，但實際上規模只相當於美國空軍的「大隊」和「中隊」。

## 義大利聯合交戰空軍作戰序列
下表為1944年夏季時的義大利聯合交戰空軍作戰序列。

#### 指揮部
- 航空部（皇家空軍總部），巴里
  - 空軍總參謀部
    - 空軍司令部（等於作戰司令部，實戰指揮單位）
      - 飛行中隊（代指各實兵單位）

#### 戰鬥機分組

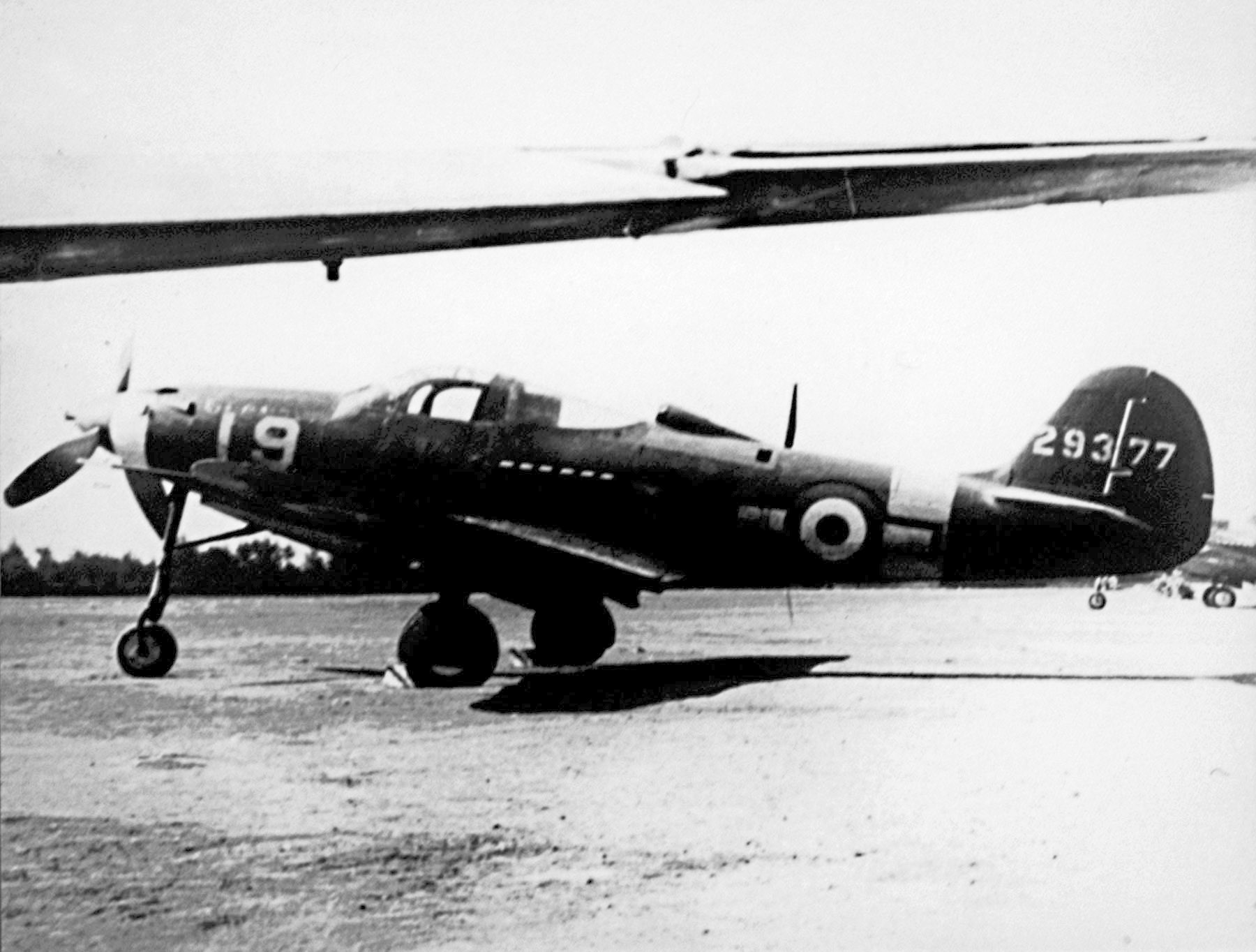
1架隸屬第4聯隊的P-39N空中眼鏡蛇戰鬥機停泊在機場大坪，可以注意到直接漆在原美國陸軍航空軍國徽上面的義大利三色帽徽型國徽

- 第4陸基戰鬥機聯隊（義大利語：4º Stormo）
  - 第9大隊（義大利語：9º Gruppo caccia），操作MC.202戰鬥機、MC.205戰鬥機及P-39空中眼鏡蛇戰鬥機，駐地萊韋拉諾，1944年10月後轉往坎波馬里諾
    - 第96中隊
    - 第97中隊

  - 第10大隊（義大利語：10º Gruppo），操作機種同第9大隊，駐地坎波馬里諾
    - 第84中隊（義大利語：84ª Squadriglia）
    - 第90中隊

  - 第12大隊（義大利語：12º Gruppo caccia），操作機種同第9大隊，駐地坎波馬里諾
    - 第76中隊
    - 第91中隊
- 第5陸基戰鬥機聯隊（義大利語：5º Stormo）
  - 第8大隊（義大利語：8º Gruppo caccia），操作MC.205戰鬥機、MC.202戰鬥機，駐地萊韋拉諾
    - 第92中隊
    - 第93中隊

  - 第101大隊，操作Re.2001戰鬥機、MC.200戰鬥機，駐地萊切
    - 第208中隊
    - 第238中隊

  - 第102大隊（義大利語：102º Gruppo caccia），操作Re.2002戰鬥機、MC.200戰鬥機，駐地坎波馬里諾

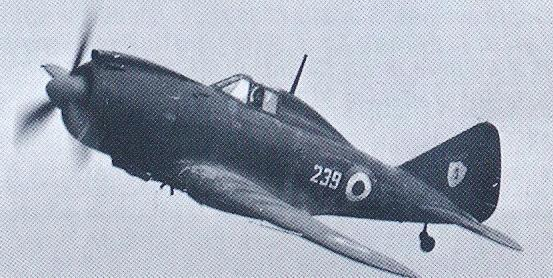
1架隸屬義大利聯合交戰空軍第239中隊的Re.2002戰鬥機正在飛行

51聯隊隊徽

    - 第209中隊
    - 第239中隊

- 第51陸基戰鬥機聯隊（義大利語：51º Stormo）
  - 第20大隊（義大利語：20º Gruppo caccia），操作MC.205戰鬥機、噴火V型戰鬥機，駐地萊韋拉諾，1944年10月後轉往坎波馬里諾
    - 第356中隊
    - 第360中隊

  - 第21大隊，駐地萊切
    - 第351中隊，操作MC.202戰鬥機
    - 第386中隊，操作MC.202戰鬥機、MC.205戰鬥機

  - 第155大隊，駐地萊切
    - 第351中隊，操作MC.202戰鬥機、MC.205戰鬥機
    - 第378中隊，操作MC.202戰鬥機
- 飛行員學校（義大利語：61º Stormo），駐地萊韋拉諾，操作MC.200戰鬥機、CR.42戰鬥機、飛雅特G.8（英语：Fiat G.8）、納爾蒂FN.305（英语：Nardi FN.305）、卡普洛尼CA.164（英语：Caproni Ca.164）、RO.37偵察機（英语：IMAM Ro.37）、G.50雙座型戰鬥教練機

#### 轟炸和運輸分組

第1巴爾的摩聯隊隊徽

- 第1巴爾的摩聯隊隊徽
- 第1「巴爾的摩」聯隊（義大利語：Stormo Baltimore）
  - 第28大隊，操作馬丁187/A-30巴爾的摩輕轟炸機（英语：Martin Baltimore），駐地坎波馬里諾
    - 第19中隊（義大利語：19ª Squadriglia）
    - 第260中隊（義大利語：260ª Squadriglia）

  - 第132大隊，操作馬丁187/A-30巴爾的摩輕轟炸機，駐地坎波馬里諾

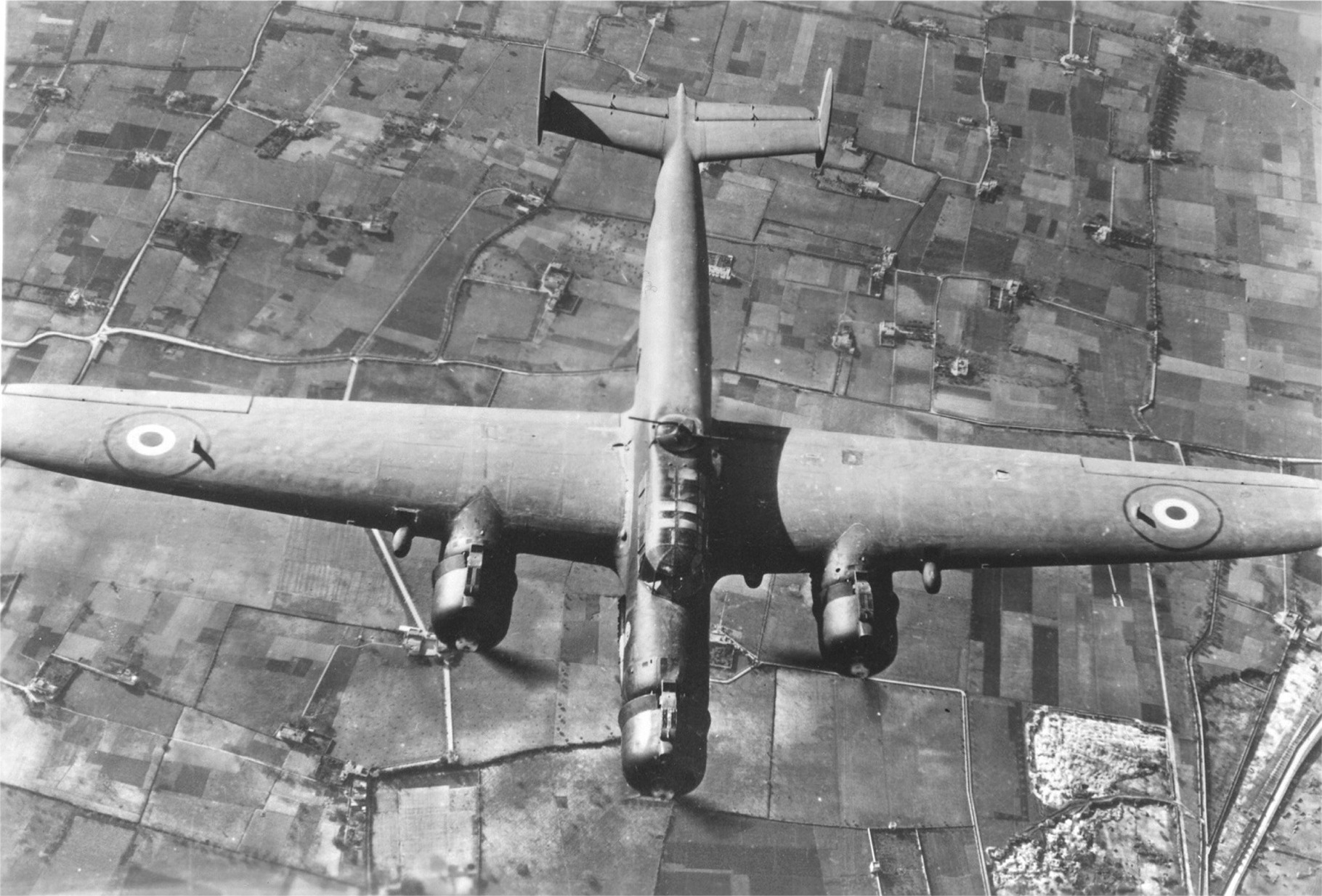
從上方俯瞰CANT Z.1007，主翼上的國徽已漆上帽徽形同心圓三色國徽，代表該機為聯合交戰空軍所屬機

第2夜間運輸機聯隊隊徽

    - 第253中隊
    - 第281中隊

- 第2夜間運輸機聯隊隊徽
- 第2夜間運輸聯隊（義大利語：Stormo Notturno）
  - 第1大隊，操作SM.82轟炸/運輸機（英语：Savoia-Marchetti SM.82），駐地萊切
    - 第1中隊（義大利語：1ª Squadriglia Caproni）
    - 第3中隊（義大利語：3ª Squadriglia Caproni）

  - 第88大隊，操作CANT Z.1007翠鳥式轟炸/運輸機（英语：CANT Z.1007 Alcione），駐地萊切
    - 第190中隊
    - 第265中隊（義大利語：265ª Squadriglia）

- 第3運輸聯隊（義大利語：3º Stormo）
  - 第2大隊（義大利語：2º Gruppo volo），操作SM.81轟炸/運輸機（英语：Savoia-Marchetti SM.81）、SM.84轟炸/運輸機（英语：Savoia-Marchetti SM.84），駐地萊切
    - 第102中隊（義大利語：102ª Squadriglia）
    - 第103中隊

  - 第98大隊，操作SM.79轟炸/運輸機（英语：Savoia-Marchetti SM.79）、SM.84轟炸/運輸機，駐地萊切
    - 第240中隊
    - 第241中隊

#### 水上飛機分組
- 第82獨立水上飛機大隊（義大利語：82º Centro C/SAR），操作CANT Z.506水上飛機（英语：CANT Z.506），駐地塔蘭托
  - 第139中隊
  - 第149中隊
- 第83獨立水上飛機大隊（義大利語：83º Centro C/SAR），操作CANT Z.501水上飛機（英语：CANT Z.506）、CANT Z.506水上飛機，駐地布林迪西
  - 第141中隊
  - 第147中隊
- 第84獨立水上飛機大隊（義大利語：84º Centro C/SAR），操作CANT Z.501水上飛機
  - 第140中隊，駐地埃爾馬斯（薩丁尼亞島）
  - 第288中隊，駐地塔蘭托
- 第85獨立水上飛機大隊（義大利語：85º Centro C/SAR），操作飛雅特RS.14水上飛機（英语：Fiat RS.14）、CANT Z.501水上飛機，駐地塔蘭托
  - 第183中隊
  - 第287中隊

#### 撒丁島空軍司令部
- 獨立飛行中隊

## 加入義大利聯合交戰空軍的王牌飛行員
有多名義大利王牌飛行員（擁有個人擊墜5架以上敵機紀錄的飛行員）參加了聯合交戰空軍，茲列表於下：
| 姓名                           | 擊墜紀錄                                      | 戰爭結束時最後軍階 | 生卒年    | 備註                                                                                        |
| ------------------------------ | --------------------------------------------- | ------------------ | --------- | ------------------------------------------------------------------------------------------- |
| 卡羅·魯斯波利                  | 11架                                          | 少校               | 1906~1947 | 戰後即從空軍退役移居阿根廷，並在當地去世                                                    |
| 康斯坦提諾·彼得羅塞里尼        | 5架                                           | 少尉               | 1921~2015 | 退伍時階級為中校                                                                            |
| 杜里奧·法納利（Duilio Fanali） | 15架（有爭議）                                | 中校               | 1911~1987 | 退伍時階級為中將                                                                            |
| 伊曼紐爾·阿諾尼                | 9架+10架共同擊落                              | 上尉               | 1906~2004 | 退伍時階級為中將                                                                            |
| 朱利奧·萊納                    | 10架+57架共同擊落、8架可能擊落，3架地面破壞。 | 上尉               | 1915~2002 | 退伍時階級為少校                                                                            |
| 路易吉·賈內拉                  | 12架+14架共同擊落                             | 上尉               | 1914~2007 | 退伍時階級為上校                                                                            |
| 路易吉·馬里奧蒂                | 5架+10架共同擊落，1架地面共同破壞             | 少校               | 1913~1944 | 1944年12月27日於南斯拉夫被擊落，陣亡。獲追綬義大利軍事英勇金質獎章                          |
| 拉涅利·阿達米                  | 7架+14架共同擊落                              | 少校               | 1912~1971 | 退伍時階級為上校                                                                            |
| 特雷西奧·馬蒂諾利              | 22架+14架共同擊落                             | 上士               | 1917~1944 | 1944年8月25日因座機失事喪生。二次大戰義大利空軍頭號王牌飛行員，獲追綬義大利軍事英勇金質獎章 |
| 維托里奧·明古茲                | 13架                                          | 少校               | 1912~1977 | 退伍時階級為中將                                                                            |